# 문희정
문희정(文熙貞)은 한국의 방송 작가이다. 마흔살 주부 홍선희의 다시 찾은 로맨스를 그린 '내생애 마지막 스캔들'로 주목받았다.

## 주요 작품 리스트
- SBS 천국의 나무 (2006)
- MBC 발칙한 여자들 (2006)
- MBC 내생애 마지막 스캔들 (2008)
- SBS 그대, 웃어요 (2009)
- MBC 내 마음이 들리니 (2011)
- MBC 보고싶다 (2012-13)
- SBS 기분 좋은 날 (2014)
- MBC 굿바이 미스터 블랙 (2016)